# ホホスジモチノウオ
ホホスジモチノウオ (Oxycheilinus digramma) は、ベラ科に属す海水魚の1種。頬に條がいくつも入ることが、和名の由来であり、この種の大きな特徴。

## 分布
日本国内では、和歌山県串本町、屋久島、琉球列島に分布する。
国外では、台湾、東沙諸島、西沙諸島、南沙諸島、タイランド湾、ミクロネシア、サモア諸島、インド洋。

## 形態
全長は30cm程度。頬に條が細かく入っており、これが和名の由来である。そのうち、眼から後方に伸びる2本の斜走帯は、ヒトスジモチノウオと異なり、鰓蓋口部に達しない。頬から鰓蓋下部に斜線の縞模様がある。体色は変異が多く、環境に応じて色彩を瞬時に変える。通常は雌の尾鰭が黄色い。頭部から背部にかけては紺碧色で、腹部、胸鰭、臀鰭、尾柄は赤色であり、腹側は明るい色合いになる。
若魚や幼魚は、頬のラインが薄く、目立った特徴がないため、近縁種のヒトスジモチノウオとの識別は困難。幼魚は、海藻の陰に隠れたときなどに、体側中央に暗色の縦帯を出すことがある。

## 生態
サンゴ礁外縁の礁斜面や礁湖の浅く潮通しのよい場所で見られる。幼魚はしばしば、ソフトコーラルやヒドロ虫の羽根型群体のそばにいる。

## ギャラリー

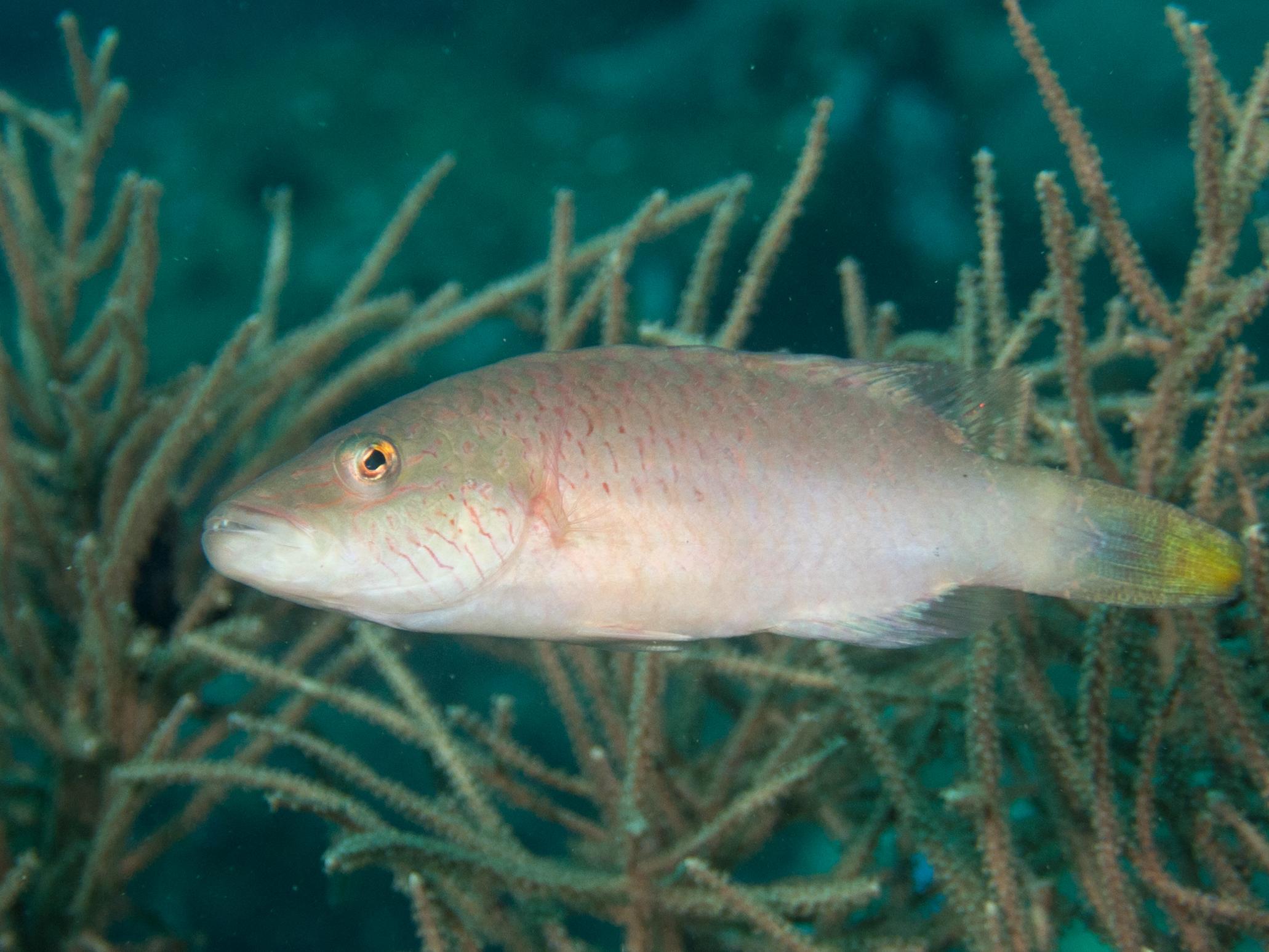
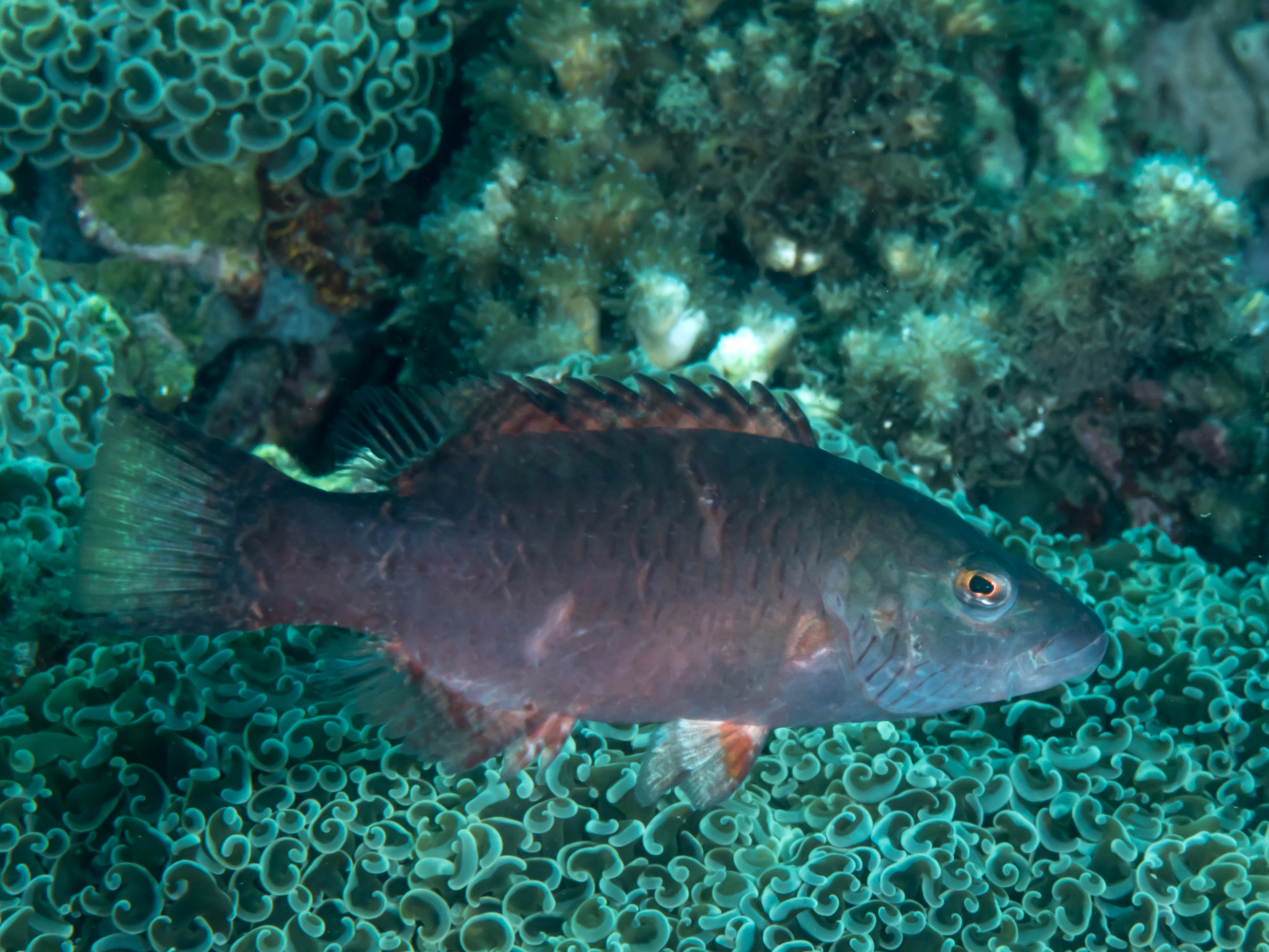
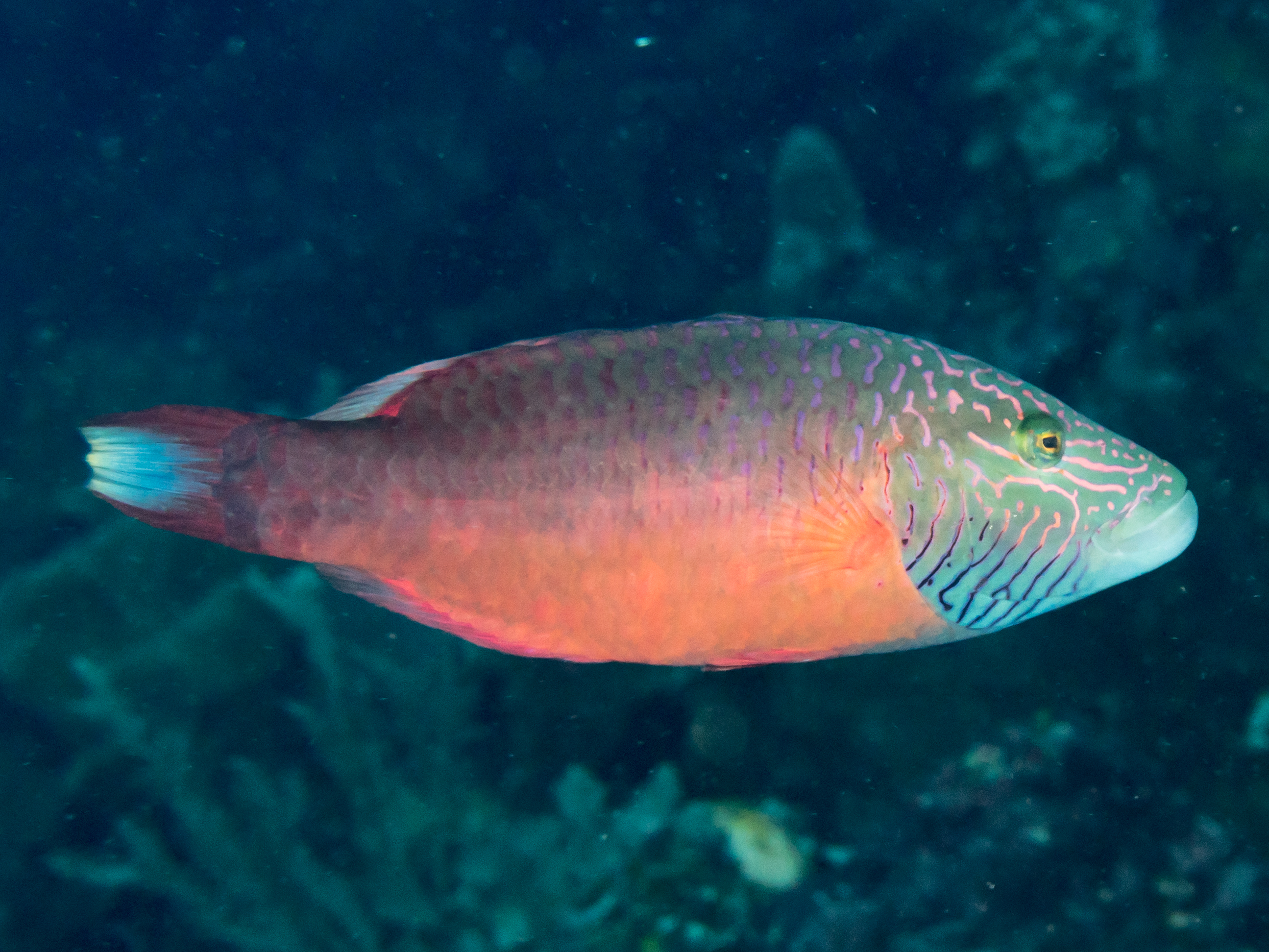
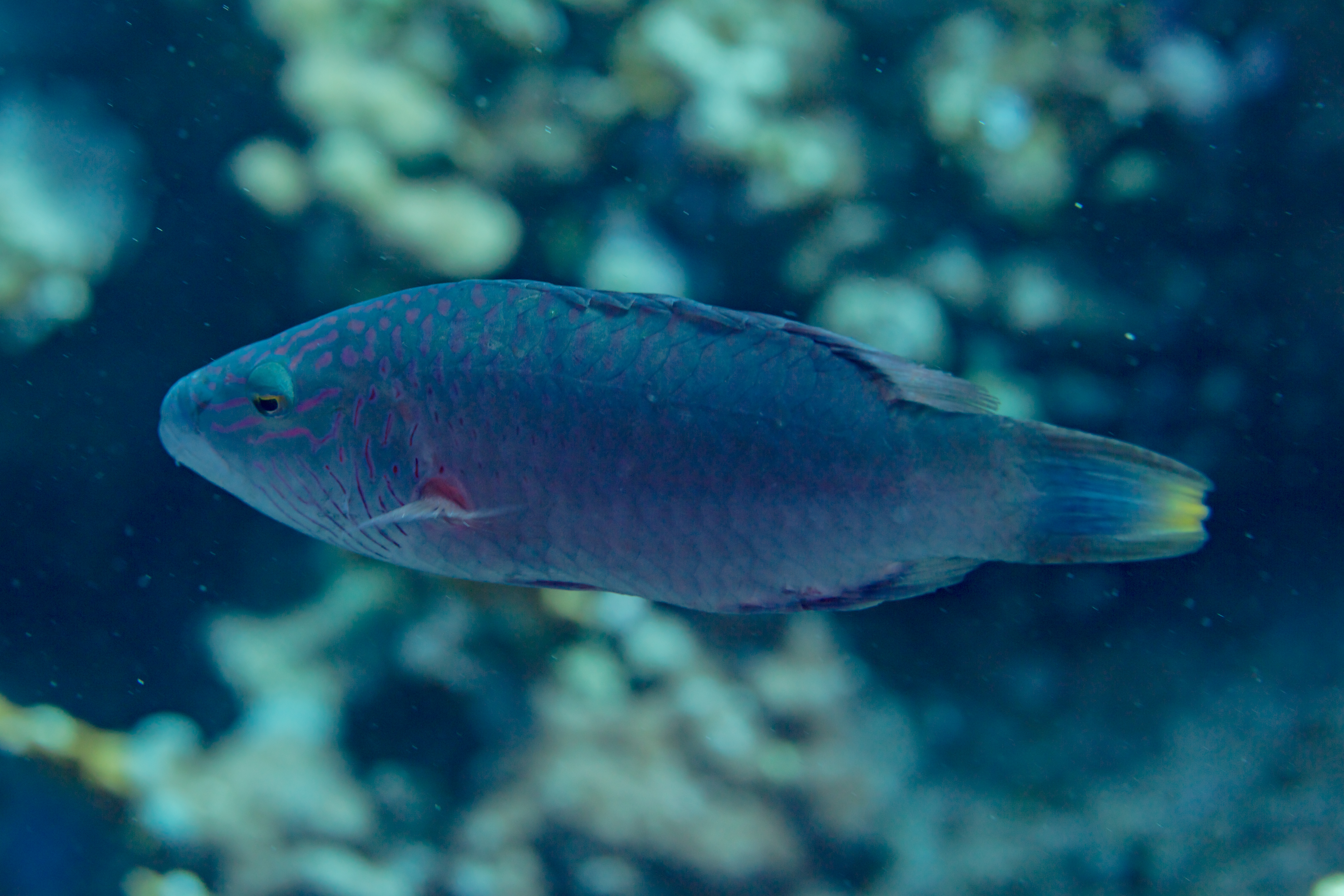
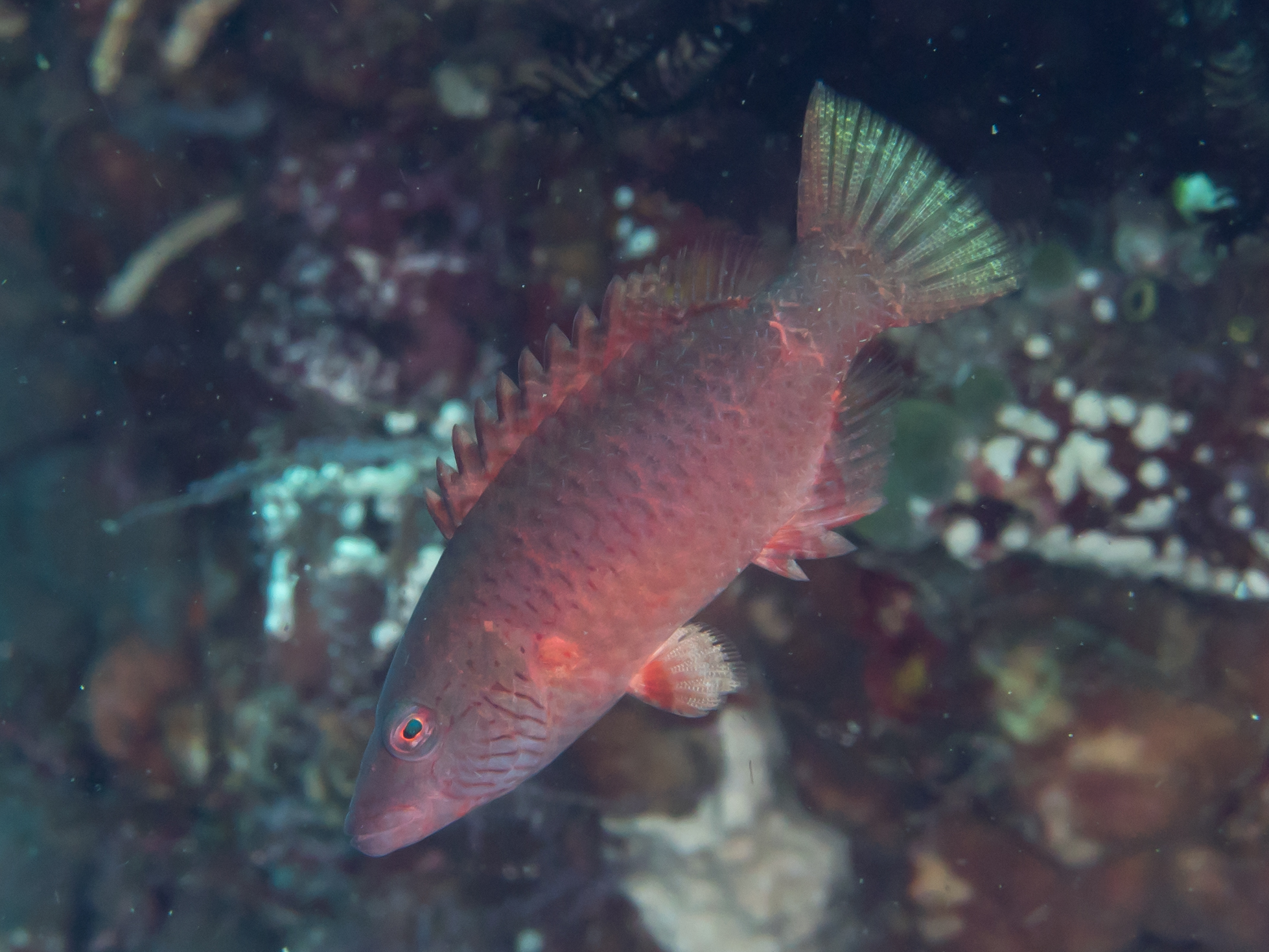